# Charles Monnard
 (septembre 2022).
François-Charles Monnard, plus connu sous le nom de Charles Monnard, est un professeur, homme politique, journaliste, historien et pasteur suisse né à Berne, le 17 janvier 1790 et mort à Bonn (Allemagne), le 13 janvier 1865.

## Biographie

### 1790-1814: enfance et études
Il naît le 17 janvier 1790 à Berne, où son père possède un café. En mars 1798, lorsque les Français occupent la ville, il est confié au pasteur Louis-Auguste Curtat. Son père meurt en 1800 et sa mère épouse en 1803, en secondes noces, Louis-Gamaliel Ducrot. Il a 15 ans lorsque sa famille déménage à Lausanne, où il suit le Collège. Le 20 novembre 1806, il fonde avec quatre camarades la Société de Belles-Lettres, qu'il préside en 1807.
Trois ans plus tard, il entre à l'Académie, en théologie. Pendant ses études, il est appelé à Paris comme précepteur dans la famille d'un ministre de Napoléon. En juillet 1814, il est consacré pasteur à la cathédrale de Lausanne.

### 1815-1829: débuts comme professeur, historien et journaliste
Le 21 novembre 1816, il est nommé à la chaire de littérature française de l'Académie. Il entre en fonction le 10 janvier 1817. Un mois auparavant, en décembre 1816, il avait épousé Caroline von Schleiber, de Francfort. Le couple aura deux filles, Clara et Elisabeth.
Il fait ses débuts comme historien dès 1815 en traduisant l'Histoire de la nation suisse, d'Heinrich Zschokke.
En parallèle, il lui arrive d'aller prêcher dans le canton. Il participe aux discussions sur la liberté religieuse et condamne en 1824 la nouvelle loi dirigée contre les nouvelles sectes, les conventicules, les assemblées religieuses. Il se place aux côtés d'Alexandre Vinet dans les affaires du Réveil.
Il est en outre correspondant du Globe de Paris et collabore, dès 1824, au Nouvelliste vaudois (s'opposant ainsi à la Gazette de Lausanne, journal gouvernemental), dont il deviendra le rédacteur dès 1826. Il est également bibliothécaire cantonal de 1825 à 1828.

### 1829-1838: élection au Grand-Conseil
Il est élu par le Cercle de Lausanne au Grand Conseil, où il prend la place de son ami Frédéric-César de La Harpe qui a donné sa démission. Il le présidera plusieurs fois. Partisan de séances publiques, il en donne des extraits dans son journal, ce qui engage le Conseil d'État à proposer un bulletin des délibérations.
Ami d'Alexandre Vinet, Monnard édite un de ses écrits sur la liberté religieuse, ce qui lui vaudra des ennuis : en septembre 1829, il est suspendu pour une année de ses fonctions de professeur, avec interdiction également d'exercer comme pasteur. Il contourne l'interdiction d'enseigner en donnant au Casino de Saint-François en novembre 1829 un cours public sur les écrivains du XVIIIe siècle. En octobre 1830, il devient directeur-rédacteur responsable du Nouvelliste vaudois.
En décembre 1830, il joue un rôle prépondérant dans la Révolution libérale qui renverse le gouvernement radical en place. Une pétition demande une assemblée constituante et il y est élu en 1831, tout comme Henri Druey, Auguste Pidou et André Gindroz. Fervent partisan, tout comme Henri Druey, de la liberté d'enseignement et des cultes, il ne parvient pas, malgré ses efforts, à faire retenir le principe de liberté des cultes dans la Constitution vaudoise de 1831. Avec Henri Druey, il représente pour la première fois en 1832 le canton de Vaud à la Diète fédérale, à Lucerne ; il fait partie de la commission chargée d'étudier la révision du Pacte fédéral.
Président de l'École normale de Lausanne créée en 1833, dont il avait été un des promoteurs, Monnard refuse une offre de l'Université de Berne qui lui propose la chaire de littérature française.
Il quitte le Nouvelliste vaudois le 12 mars 1833 et le journal passe aux mains d'Henri Druey. Il s'éloigne d'ailleurs de ce dernier, dont les idées religieuses et philosophiques sont trop différentes. Les idées de Monnard sont proches de celles d'Alexandre Vinet, qui préconise une liberté complète en matière de croyance religieuse.
En juillet 1836, à la demande d'un libraire parisien, il commence, avec Louis Vulliemin, Robert Glutz-Blotzheim et Johann Jakob Hottinger, la traduction collective de l'Histoire de la Confédération suisse de Johannes von Müller. Entre 1836 et 1844, il traduira neuf des dix-huit volumes et en rédigera cinq.
En 1838, il succède à J.-J. Porchat comme recteur de l'Académie et préside à la création de la Nouvelle Académie et du Collège cantonal.

### 1839-1846: fin de sa carrière de politicien
En 1839, il n'est pas réélu à la Diète. Dès 1841, il rédige avec Louis Vulliemin le Courrier suisse, organe gouvernemental. Alors que Vulliemin y traite de la politique étrangère et y publie un feuilleton, Monnard s'intéresse plus à la politique suisse. Désigné une nouvelle fois à la présidence du Grand Conseil en 1843, il en démissionne l'année suivante et abandonne toute activité politique active. Lors de la révolution vaudoise de 1845, il est à Berne. Rentré à Lausanne, il laisse sa charge de professeur de littérature française à Alexandre Vinet qui vient de quitter celle de théologie.
À la suite du décès du doyen Philippe Bridel, Monnard est nommé en 1845 pasteur à Montreux. Le dimanche 3 août, il conteste l'intervention de l'État dans l'Église en refusant l'ordre donné par Henri Druey de lire une proclamation engageant les électeurs à accepter la Constitution. Ce refus lui vaut d'être suspendu en novembre pour un mois, comme 37 autres pasteurs ayant agi comme lui. Le 11 novembre, il prend part à une séance qui se déroule à l'Hôtel de Ville de Lausanne et qui se terminera par la démission massive des pasteurs. Il ne démissionne alors pas mais sera destitué l'année suivante, en 1846, pour avoir adhéré à la cause des pasteurs démissionnaires. Il reste malgré tout près de ses fidèles et assume la fonction de pasteur de la communauté libre de Montreux.

### 1847-1865: départ pourBonnet fin de vie
En 1847, il accepte une chaire de littérature et de langues romanes à l'Université de Bonn, en Allemagne, et quitte définitivement la Suisse. Il enseigne à Bonn jusqu'à sa mort, qui survient le 13 janvier 1865 et y est enseveli. Son épouse reviendra habiter à Lausanne.
Docteur honoris causa des universités de Berne et de Bâle, Charles Monnard avait été en outre fait Chevalier de la Légion d'honneur en 1863.

## Toponymie
Il existe une rue Charles-Monnard à Lausanne, entre l'avenue du Théâtre et l'avenue de la Gare (décision municipale de 1899).